# Hannah Hanusch
Hannah Hanusch (* 27. November 1997) ist eine ehemalige österreichische Triathletin.

## Werdegang
Hannah Hanusch wurde 2011 Dritte bei der Triathlon-Staatsmeisterschaft Schüler A.
Sie belegte bei der Triathlon-Europameisterschaft der Juniorinnen mit dem österreichischen Team den elften Rang. Im Juni 2015 wurde Hanusch Vizejuniorenstaatsmeisterin auf der Triathlon-Sprintdistanz.

Seit 2016 startet sie im Skinfit Racing Tri Team.
Im Juli 2018 konnte die 20-Jährige beim Trumer Triathlon das Rennen auf der olympischen Distanz gewinnen (1,5 km Schwimmen, 41,8 km Radfahren und 10 km Laufen).
Bei ihrem ersten Start auf der Mitteldistanz wurde sie im August in Vorarlberg Siebte beim Trans Vorarlberg Triathlon (1,2 km Schwimmen, 93 km Radfahren und 12 km Laufen). Seit 2019 tritt sie nicht mehr international in Erscheinung.
Hannah Hanusch lebt in Oberalm.

## Sportliche Erfolge
| Datum/Jahr    | Rang | Wettbewerb                                                           | Austragungsort  | Zeit        | Bemerkung                                                                                                 |
| ------------- | ---- | -------------------------------------------------------------------- | --------------- | ----------- | --- |
| 22. Juli 2018 | 1    | Trumer Triathlon                                                     | Obertrum am See | 02:32:05,09 | Siegerin auf der Kurzdistanz                                                                              |
| 11. Juli 2017 | 3    | Thumsee-Triathlon                                                    | Thumsee         | 01:06:24,4  | |
| 11. Juni 2016 | 3    | ÖTRV Staatsmeisterschaft Triathlon Jugend                            | Neufelder See   | 01:02:44    | Staatsmeisterschaft Junioren auf der Sprintdistanz beim Neufelder Triathlon; Sechste in der Elite-Klasse  |
| 2. Aug. 2015  | 12   | ETU Triathlon Junior European Cup Junior Women                       | Tábor           | 01:10:18    | |
| 21. Juli 2015 | 2    | Trumer Triathlon                                                     | Obertrum am See | 01:26:47,2  | Sprintdistanz (750 m Schwimmen, 25,4 km Radfahren und 5,2 km Laufen)                                      |
| 13. Juni 2015 | 2    | ÖTRV Staatsmeisterschaft Triathlon Jugend                            | Neufelder See   | 01:06:48    | Vizejuniorenstaatsmeisterin auf der Sprintdistanz; hinter Therese Feuersinger; Fünfte in der Elite-Klasse |
| 27. Juni 2013 | 11   | ETU Triathlon U23 and Youth European Championships Youth Women Relay | Rijssen-Holten  | 01:05:32    | Triathlon-Europameisterschaft Juniorinnen – im österreichischen Team mit Beatrice Weiß und Sara Skardelly |
| 10. Juli 2011 | 3    | ÖTRV Staatsmeisterschaft Triathlon Schüler A                         | Telfs           |             | Staatsmeisterschaft Schüler A                                                                             |

| Datum/Jahr    | Rang | Wettbewerb                                       | Austragungsort | Zeit       | Bemerkung                                                               |
| ------------- | ---- | ------------------------------------------------ | -------------- | ---------- | ----------------------------------------------------------------------- |
| 25. Aug. 2019 | 11   | ÖTRV Staatsmeisterschaft Triathlon Mitteldistanz | Bregenz        | 04:58:46   | Triathlon-Staatsmeisterschaft im Rahmen des Trans Vorarlberg Triathlons |
| 26. Aug. 2018 | 7    | Trans Vorarlberg Triathlon                       | Bregenz        | 04:45:37,4 |                                                                         |

(DNF – Did Not Finish)